# فكتور سفينسون
فكتور سفينسون (بالسويدية: Viktor Svensson)‏ (6 مارس 1990 بيستاد في السويد - ) هو لاعب كرة قدم سويدي في مركز الوسط. لعب مع Lunds BK ‏ ونادي تريليبورج ‏ ونادي لاندسكرونا ‏.

## وصلات خارجية
- فكتور سفينسون على موقع اتحاد السويد (السويدية)
- فكتور سفينسون على موقع قاعدة بيانات كرة القدم.إي يو (الإنجليزية)
- فكتور سفينسون على موقع Soccerway.com (الإنجليزية)